# Phytosciara megumiae
Phytosciara megumiae är en tvåvingeart som beskrevs av Mitsuhiro Sasakawa 1994. Phytosciara megumiae ingår i släktet Phytosciara och familjen sorgmyggor. Inga underarter finns listade i Catalogue of Life.